# Bergantín Guise
El BAP Guise fue un antiguo bergantín de guerra que sirvió en la Armada peruana, gemelo al BAP Gamarra.
Designado simbólicamente con ese nombre en honor al fundador y primer comandante general de la Marina de Guerra del Perú vicealmirante Martín Guise.

## Antecedentes
En la guerra civil de 1844, la escuadra inglesa del Pacífico embargó a los de buques de la Marina de Guerra del Perú, que apoyaban a los constitucionalista, en represalia por la detención del buque británico Perú. Es así como en 1845, don Ramón Castilla, como Presidente del Perú decidió la compra de varios buques de guerra para que el Perú tenga la mayor fuerza naval del Pacífico y evitar las injerencias externas en asuntos internos y a su vez estar mejor preparados frente a las posibles amenazas de países vecinos.
Gracias a la prosperidad de la Era del Guano, fueron de los primeros barcos de guerra se compraron en ese entonces para rearmar la escuadro nacional junto con la fragata Mercedes, su gemele el bergatín  Gamarra y el primer vapor de guerra Rímac.

## Historia
El Guise fue construido para el Perú en Trieste, Italia, en 1845, desplazaba 415 toneladas, tenía una longitud de 77 pies, un manga de 24 pies y un calado de 14 pies, además estaba armado con 16 cañones de 12 libras. La nave poseía una tripulación selecta de 136 hombres. 
Mereció su nombre por el vicealmirante Martín Guise, oficial de la Marina Real Británica, que luchó durante las guerras napoleónicas. Posteriormente, traslado sus servicios a la causa de la independencia de Chile y Perú. En 1821, fue nombrado por el General José de San Martín, contralmirante de la recientemente creada escuadra peruana, luego de que Lord Thomas Cochrane desistiera del ofrecimiento. Falleció en el combate naval de Cruces defendiendo la causa peruana, durante la guerra peruano-grancolombiana, fue el primer buque peruano en llamarse así.